# If You’re Feeling Sinister
If You’re Feeling Sinister — второй студийный альбом шотландской группы Belle & Sebastian, выпущенный в 1996 году на независимом лейбле Jeepster Records. Диск считается классикой инди-попа и стал культовым среди поклонников группы.

## Об альбоме
На обложке изображена книга Франца Кафки «Процесс».
If You’re Feeling Sinister известен как один из наиболее признанных альбомов 90-х. Pitchfork Media разместили альбом на 14-м месте в их топе-100 альбомов 1990-х. Журнал Rolling Stone включил альбом в список «Essential Recordings of the 1990s», а журнал Spin разместил альбом на 76-м месте в списке «100 Greatest Albums, 1985—2005». If You’re Feeling Sinister также упоминается в книге 1001 Albums You Must Hear Before You Die в качестве избранного музыкальными критиками. Ещё один источник, анализирующий критику, Acclaimed Music, называет If You’re Feeling Sinister третьим лучшим альбомом 1996 года и 224-м — всех времён.
Лидер группы Стюарт Мердок утверждал в интервью, что это, возможно, его лучший сборник песен, несмотря на то, что они не очень хорошо записаны.
В 2005 году Belle & Sebastian записали концертную версию альбома под названием If You’re Feeling Sinister: Live at the Barbican для музыкального магазина iTunes. Это было сделано с целью предложить слушателям более хорошо записанную версию If You’re Feeling Sinister.
В 2007 году в рамках серии 33⅓ Скотт Плагенхоф написал книгу об альбоме. Плагенхоф отметил, что  мелодические элементы песни «The Stars of Track and Field» отдалённо напоминают хит 1979 года Кирсти Макколл «They Don’t Know».

## Список композиций
Слова и музыка всех песен — Стюарт Мердок.
| №                   | Название                           | Длительность |
| ------------------- | ---------------------------------- | ------------ |
| 1.                  | «The Stars of Track and Field»     | 4:48         |
| 2.                  | «Seeing Other People»              | 3:48         |
| 3.                  | «Me and the Major»                 | 3:51         |
| 4.                  | «Like Dylan in the Movies»         | 4:14         |
| 5.                  | «The Fox in the Snow»              | 4:11         |
| 6.                  | «Get Me Away from Here, I'm Dying» | 3:25         |
| 7.                  | «If You're Feeling Sinister»       | 5:21         |
| 8.                  | «Mayfly»                           | 3:42         |
| 9.                  | «The Boy Done Wrong Again»         | 4:17         |
| 10.                 | «Judy and the Dream of Horses»     | 3:40         |
| Общая длительность: | Общая длительность:                | 41:17        |

## Участники записи
- Стюарт Мердок — вокал, гитара, фортепиано
- Стюарт Дэвид — бас-гитара
- Изобел Кэмпбелл — виолончель, вокал, перкуссия, блокфлейта
- Крис Геддес — клавишные, фортепиано
- Ричард Колберн — ударные
- Стиви Джексон — гитара, вокал
- Сара Мартин — скрипка, блокфлейта, перкуссия
- Мик Кук — труба